# Іжма (притока Печори)
Іжма (Изьва; рос. И́жма, Изьва, комі И́зъва — 'кам'яниста вода') — річка в республіці Комі, ліва притока річки Печора

## Рівень води
Рівень води річки Іжма фіксувався в спостережному пункті Картайоль . Найвищий рівень над нулем поста становив 993см (1952 року), найнижчий рівень 55см (1947 року), амплітуда 938см .

## Гідрологія
Живлення головним чином снігове. Замерзає в середині листопада, розкривається в середині травня. Середня річна витрата води за 316 км від гирла (пункт Усть-Ухта) — 155 м³/с, за 154 км від гирла (пункт Картайоль) — 213 м³/с та за 79 км від гирла (пункт Іжма) — 317 м³/с. Максимальна витрата в цьому пункті була зафіксована у травні 1986 року і становила 1690 м³/с, мінімальна — 64,7 м³/с (лютий 1989 року) .
Середньомісячна витрата води в річці (м³/с) в районі села Іжма, Комі (79 км від гирла) з 1981 по 1991 роки